# حاتم الغايب
حاتم الغايب مواليد 25 سبتمبر 1971 (1967 في بعض المصادر) من العشارة في محافظة دير الزور، هو لاعب كرة قدم سوري سابق كان يلعب في مركز الدفاع، وهو حالياً مُدير نادي الشرطة السوري، ورئيس الاتحاد السوري لكرة القدم، وشغل قبله منصب رئيس الاتحاد الرياضي السوري للشرطة، ويحمل رتبة عميد في الشرطة السورية.

## مسيرته الكروية
يعد العميد حاتم الغايب من أبرز لاعبي نادي الشرطة السوري لكرة القدم خلال تسعينات القرن العشرين حيث أمضى كلّ مسيرته الكروية مع نادي الشرطة من عام 1987 إلى عام 2000، وهو أحد أبرز لاعبي المنتخب السوري في ذلك العقد، مثل المنتخب السوري في مسابقات عربية وآسيوية ودولية عدة حيث شارك معه في نهائيات بطولة العالم للشباب لكرة القدم 1991 في البرتغال وبطولة آسيا للشباب لكرة القدم 1990-91، كما شارك في نهائيات كأس آسيا لعام 1996 التي جرت في دولة الإمارات العربية المتحدة.
بعد اعتزاله اللعب عمل مُدرباً في نادي الشرطة ثُم انتقل إلى العمل الإداري في نفس النادي وحصل على لقبين في الدوري السوري (2011 و2012).

## رئاسة الاتحاد السوري
انتخب العميد حاتم الغايب رئيساً للاتحاد السوري لكرة القدم خلال المؤتمر الانتخابي الذي عقده اتحاد اللعبة بتاريخ 28 كانون الأول 2019 في مقره بمدينة الفيحاء الرياضية بدمشق.
وحصل الغايب على 52 صوتاً متقدماً على منافسيه أنس السباعي الذي نال 45 صوتاً وفاروق سرية الذي حصل على 17 صوتاً.

## سجلّ الأهداف
النتائج مأخوذة من موقع كووورة
| ت  | التاريخ        | النادي             | الخصم         | الأهداف التي سجلها | النتيجة | المنافسة                |
| -- | -------------- | ------------------ | ------------- | ------------------ | ------- | ----------------------- |
| 1. | 27 أكتوبر 1999 | نادي الشرطة السوري | نادي تشرين    | 0-1                | 3-2     | الدوري السوري 1999/2000 |
| 2. | 3 ديسمبر 1999  | نادي الشرطة السوري | نادي المحافظة | 0-1                | 0-2     | الدوري السوري 1999/2000 |
| 2. | 3 مارس 2000    | نادي الشرطة السوري | نادي المحافظة | 0-1                | 2-4     | الدوري السوري 1999/2000 |

## الإنجازات

### إدارة
نادي الشرطة
- الدوري السوري 2011-2012: البطل.
- الدوري السوري 2012-2013: الوصيف.

## روابط خارجية
- حاتم الغايب على موقع الاتحاد الدولي (مؤرشف)  (الإنجليزية)
- حاتم الغايب على موقع عالم كرة القدم.نت (الإنجليزية)